# 端氏県
端氏県（たんし-けん）は中華人民共和国山西省にかつて存在した県。現在の晋城市沁水県北東部に相当する。
前漢により設置される。446年（太平真君7年）、北魏により廃止されたが、496年（太和20年）に再設置された。1266年（至元3年）、元朝により廃止された。